# Chester Bennington
Chester Charles Bennington (20. března 1976 Phoenix, Arizona – 20. července 2017 Palos Verdes Estates, Kalifornie), byl americký zpěvák rockové skupiny Linkin Park. V různých obdobích byl také zpěvákem skupin Grey Daze, Dead by Sunrise a Stone Temple Pilots.

## Životopis
Narodil se 20. března 1976 v Phoenixu v americkém státě Arizona. Měl o 13 let staršího bratra, jeho otec byl policista a matka zdravotní sestra. Rodiče se však rozvedli, když bylo zpěvákovi 11 let.
O hudbu se zajímal už v dětství. Jako svou první inspiraci uvedl kapely Depeche Mode a Stone Temple Pilots.
V dětství byl sexuálně zneužíván člověkem blízkým jeho rodině a několik jeho přátel spáchalo sebevraždu. Jeho život od té doby provázely problémy s drogami, byl i zadržen za držení marihuany. Závislosti se s pomocí matky zbavil.
Chodil na Greenway High School, později Washington High School, kde roku 1994 odmaturoval. Ještě před působením v Linkin Park zpíval v kapele Sean Dowdell and his Friends? – později přejmenované na Grey Daze. S bubeníkem Seanem Dowdellem, působili v kapele Bucket Of Weenies (hráli většinou covery známých rockových kapel) a také s ním vlastnil síť tetovacích klubů.
Po odchodu ze skupiny Grey Daze v roce 1998 skoro s hudbou skončil. Vice prezident společnosti Artists and repertoire Jeff Blue mu nabídl pozici zpěváka ve skupině Xero, dnes známé jako Linkin Park.
Své první album Hybrid Theory vydali v roce 2000. Získalo velký úspěch a kapelu proslavilo.
V roce 2005 patřil mezi spoluzakladatele americké skupiny Dead by Sunrise. První vystoupení skupiny se událo v květnu 2008. Skupina v říjnu 2009 vydala jediné studiové album s názvem Out of Ashes.
Nosil brýle, ale v roce 2004 se oční vady zbavil laserovou operací. V roce 2011 je opět začal nosit jako doplněk.
V únoru 2013 se skupina Stone Temple Pilots rozloučila s dlouholetým zpěvákem Scottem Weilandem. V květnu téhož roku na jeho pozici angažovali Chestera Benningtona. Společně debutovali dne 18. května 2013 v pořadu Weenie Roast pořádaném stanicí KROQ. Setlist zahrnoval původní písně skupiny a také jejich nový singl „Out of Time“. Píseň se nachází na jejich EP High Rise, které vyšlo 8. října 2013.
V roce 2015 kapelu opustil v kvůli svým závazkům ve skupině Linkin Park a o dva roky později ho nahradil Jeff Gutt.
Jeho velkým přítelem byl zpěvák  Audioslave a Soundgarden Chris Cornell. Spřátelili se kolem roku 2000. Bennington byl také kmotrem Cornellova syna Christophera.
Chris Cornell spáchal dne 18. května 2017 sebevraždu. Bennington napsal Cornellovi na Instagramu otevřený dopis, v němž uvedl, že si bez něj nedokáže představit svět. Na jeho počest skupina Linkin Park zahrála v pořadu Jimmy Kimmel Live! píseň „One More Light“. Bennington během zkoušky nedokázal píseň dozpívat. Kapela měla v pořadu původně zahrát singl „Heavy“.
Dne 26. května 2017, týden po vystoupení v pořadu Jimmy Kimmel Live!, zazpíval na Cornellově pohřbu v Los Angeles píseň Leonarda Cohena „Hallelujah“. Na kytaru jej doprovodil kytarista Brad Delson.
Dne 20. července 2017 spáchal sebevraždu oběšením ve své rezidenci v Palos Verdes Estates v Kalifornii. Podle mnohých přátel a kolegů ho ovlivnilo úmrtí přítele, jehož dětem byl Chester kmotrem, Chrise Cornella, zpěváka Audioslave a především Soundgarden, který se také oběsil.
Po jeho smrti Linkin Park zrušili zbytek světového turné One More Light a vrátili peníze za vstupenky. Benningtonův pohřeb se konal 29. července v South Coast Botanic Garden v Palos Verdes. Kromě členů jeho rodiny a blízkých přátel se ho zúčastnilo také mnoho hudebníků, kteří s Linkin Park koncertovali nebo hráli. Součástí obřadu bylo také plné pódium pro hudební pocty.
Jeho poslední koncert společně s Linkin Park byl 6. července 2017 v Birminghamu, Velká Británie. 
Jeho památku uctilo mnoho hudebníků, včetně Jareda Leta během udělování cen MTV Video Music Awards 2017.
Linkin Park dne 27. října 2017 v Los Angeles uspořádali  veřejnou vzpomínkovou akci s názvem Linkin Park and Friends: Celebrate Life in Honor of Chester Bennington. Na této akci kapela vystoupila poprvé po jeho smrti, dále se představili například Blink-182, členové System of a Down, Korn, Avenged Sevenfold, Bring Me the Horizon, Sum 41, Yellowcard, Steven McKellar a zpěvačka Kiiara.
Kapela se vrátila v září 2024 s novým albem From Zero, které vyšlo 15. listopadu 2024. Kapela také představila dva nové členy, novou zpěvačku Emily Armstrong a nového bubeníka Colina Brittaina místo Roba Bourdona.

### Osobní život
Dne 31. října 1996 se oženil se svou dlouholetou láskou Samanthou (snubní prstýnky měli vytetované, protože na šperky prý tehdy neměli peníze). Dne 19. dubna 2002 se jim narodil syn Draven Sebastian. Na počátku roku 2005 se rozvedli. V prosinci 2005 si vzal modelku Talindu Bentley (fotila několik fotografií pro časopis Playboy). Dne 16. března 2006 mu porodila syna Tylera Lee.
Bennington byl vášnivým sportovním fanouškem a podporoval týmy Phoenix Suns, Arizona Cardinals, Arizona Diamondbacks, Arizona Coyotes a anglický fotbalový tým Ipswich Town.

## Diskografie

### S Linkin Park
- Hybrid Theory (2000)
- Meteora (2003)
- Minutes to Midnight (2007)
- A Thousand Suns (2010)
- Living Things (2012)
- The Hunting Party (2014)
- One More Light (2017)

### S Gray Daze
- Wake Me CD (1994)
- ...No Sun Today CD (1997)
- Amends CD LP (2020)
- The Phoenix CD LP (2022)

### S Dead by Sunrise
- Out of Ashes (2009)

### Se Stone Temple Pilots
- High Rise (2013) (EP)

## Filmografie
| Year | Název                 | Role                         |
| ---- | --------------------- | ---------------------------- |
| 2006 | Zastav a nepřežiješ   | Chlap v lékárně              |
| 2009 | Zastav a nepřežiješ 2 | Chlap z Hollywoodského parku |
| 2010 | Saw 3D                | Evan                         |